# 灰姑娘城堡
灰姑娘城堡（Cinderella Castle）是位于神奇王國和東京迪士尼樂園這兩個迪士尼樂園中的城堡，也是這兩地的地標。東京迪士尼的是美國迪士尼的複製品，很接近1:1比例複製，實際尺寸上日本的還是比美國的小了一點點。

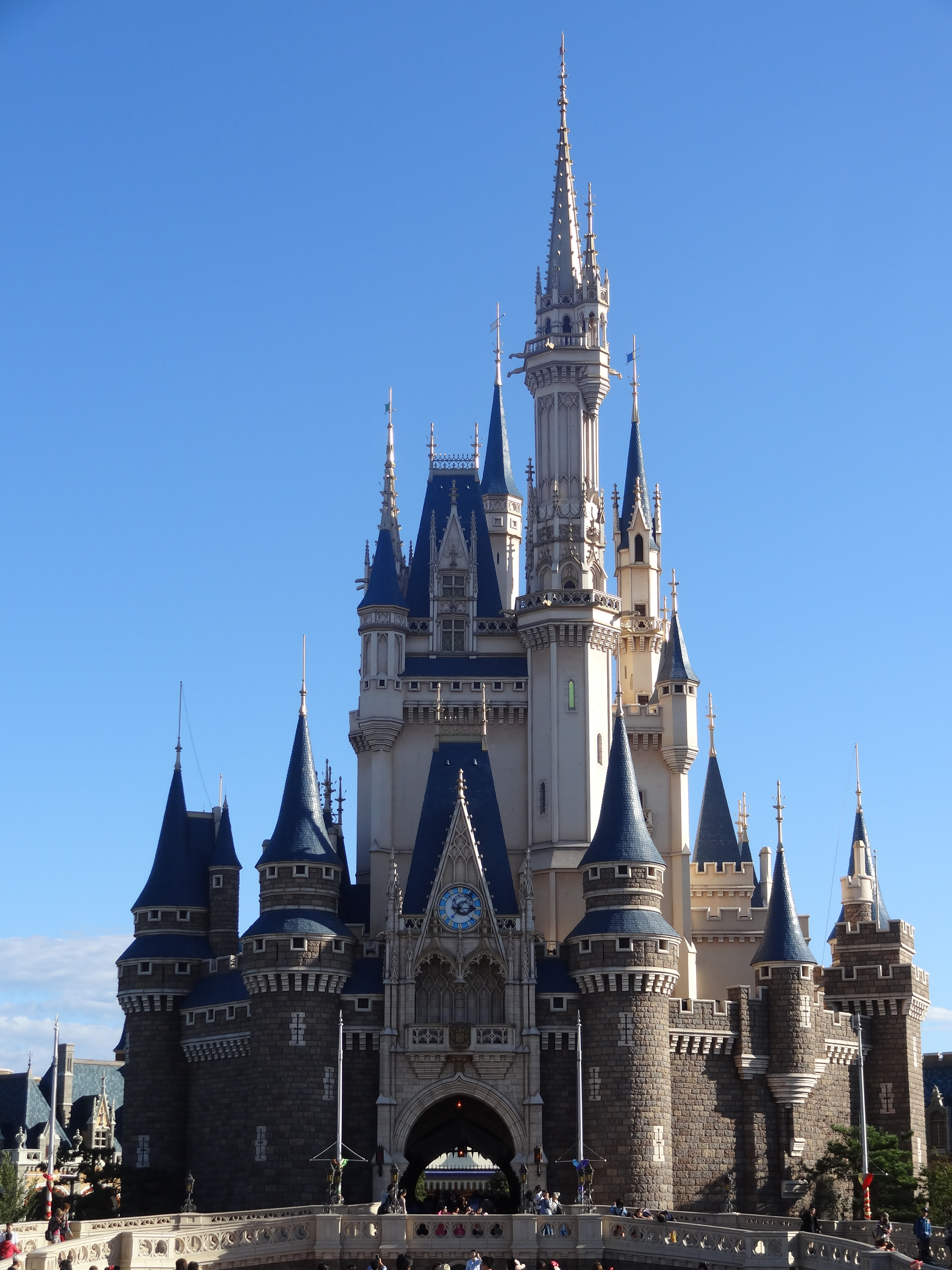
東京迪士尼樂園的灰姑娘城堡

灰姑娘城堡借鑑了迪士尼自己的睡美人城堡，還有法國的凡爾賽宮、枫丹白露宫、舍農索城堡、皮埃尔丰城堡、香波尔城堡和紹蒙城堡等建築的風格。比起睡美人城堡的德國風格，灰姑娘城堡更加有法國風格。
灰姑娘城堡的設計師赫伯特·雷曼說它其實還參考了1950年電影《仙履奇缘》中的灰姑娘城堡和加利福尼亞睡美人城堡的造型。